# Brookfield (Missouri)
Brookfield város az USA Missouri államában. Lakosainak száma 4111 fő (2020. április 1.).

## Népesség
A település népességének változása:

| 2010 | 4 542 |
| 2020 | 4 111 |